# Lilianne Ploumen
Elisabeth Maria Josepha (Lilianne) Ploumen (ur. 12 lipca 1962 w Maastricht) – holenderska polityk i menedżer, w latach 2007–2012 przewodnicząca Partii Pracy, a od 2021 do 2022 lider tego ugrupowania, w latach 2012–2017 minister.

## Życiorys
Absolwentka historii społecznej (1988) i zarządzania (1992). Studiowała na Uniwersytecie Erazma w Rotterdamie. Pracowała jako menedżer projektów związanych z badaniami marketingowymi. Była koordynatorką, a w latach 1996–2001 dyrektorem Mama Cash, funduszu wspierającego inicjatywy kobiet. Od 2001 do 2007 zatrudniona w katolickiej organizacji rozwojowej Cordaid, od 2004 jako dyrektor programowy.
W latach 2007–2012 pełniła organizacyjną i techniczną funkcję przewodniczącej Partii Pracy, do której wstąpiła w 2003. 5 listopada 2012 powołana na stanowisko ministra bez teki ds. handlu zagranicznego i współpracy na rzecz rozwoju w drugim rządzie Marka Rutte. W wyborach w 2017 dzięki głosom preferencyjnym uzyskała mandat posłanki do Tweede Kamer. 26 października tegoż roku zakończyła pełnienie funkcji rządowej.
W styczniu 2017 zainicjowała utworzenie funduszu SheDecides zajmującego się propagowaniem dopuszczalności aborcji.
W 2021 została wyznaczona na lijsttrekkera Partii Pracy (kandydata z pierwszego miejsca listy wyborczej) w miejsce Lodewijka Asschera, stając się liderem swojego ugrupowania. W wyborach w tymże roku utrzymała mandat deputowanej na kolejną kadencję. W kwietniu 2022 ustąpiła z funkcji partyjnej, zrezygnowała też z zasiadania w parlamencie.

## Odznaczenia i wyróżnienia
W 2014 została odznaczona Krzyżem Wielkim Orderu Zasługi RP przez prezydenta Bronisława Komorowskiego. W 2017 została odznaczona Orderem Świętego Grzegorza Wielkiego w klasie komandora przez papieża Franciszka.
W 2018 nagrodzona przez organizację Stichting Machiavelli za kampanię SheDecides na rzecz bezpiecznej aborcji.